# Justiniánský mor
Justiniánský mor byla pandemie probíhající za vlády východořímského císaře Justiniána I., jejíž příčinou byl pravý mor. Genetické analýzy prokázaly, že se jednalo o dýmějový mor. Z prvních ohnisek v Etiopii se roku 541 nákaza rychle rozšířila do Egypta, odkud se vinou právě probíhajícího byzantsko-perského konfliktu rapidně šířila po celém Středomoří a dál jak například do Mezopotámie, tak opačným směrem do Galie a Irska.
Roku 542 zasáhla pandemie Konstantinopol, kde zemřela vinou nákazy asi třetina obyvatelstva. Podstatně byla v této době zasažena zejména Malá Asie.

## Průběh morové epidemie
Podle tehdejších pramenů pandemie kulminovala mezi třetím a šestým měsícem od svého vzniku, poté začala postupně ustupovat, přestože na mnoha místech se nemoc udržela další tři roky. Poté nastal na delší dobu útlum, což způsobilo krátké hospodářské oživení a pravděpodobně umožnilo císaři Justiniánovi sponzorovat rozsáhlou expedici eunucha Narsa do Itálie, jež úspěšně pokořila tamější Ostrogóty.
O osm let později se mor znovu vrátil, aby se opakoval v intervalech zhruba kolem čtyř let, a to až do roku 622.
Během následujících 50 let zahubily periodicky se opakující epidemie zhruba polovinu obyvatelstva v zemědělských oblastech a o něco menší počet v sušších krajích. Novější výzkumy ale ukazují na značně nadhodnocené důsledky.
Rozsáhlé epidemie moru pokračovaly opakovaně vždy jednou za generaci až zhruba do poloviny 8. století, kdy z dodnes nejasných důvodů ustaly.

## Důsledky morové epidemie
Mor měl drastický dopad na ekonomiku, kulturu a společnost Východořímské říše i dalších oblastí Evropy a Asie. Notná část měst se z této pohromy nikdy nevzpamatovala a zůstala neosídlena. V případě byzantské vlády to vedlo k značnému útlumu příjmů, takže zatímco původně mohla říše sestavit armádu profesionálních vojáků čítající zhruba 25 000 až 30 000 mužů, později se jednalo o pouhých 10 000 mužů. Situace impéria byla o to těžší, že povětšinou nomádské kmeny usazené v blízkosti jeho hranic morem příliš zasaženy nebyly.
V takovém případě mohl kmen o síle 25 000 mužů bez problémů konkurovat hlavním složkám početně oslabené byzantské armády, k čemuž v následujících obdobích opakovaně docházelo a bylo jedním z faktorů, jež umožnily rozmach islámu ve středomořském regionu.
Na druhou stranu rozsáhlé vylidněné oblasti s úrodnou půdou připadly vládě, která je později mohla použít pro zavedení systému themat, v rámci nichž hospodařili na svých polích svobodní rolníci fungující zároveň jako vojáci.